# Caffè con ghiaccio
Il caffè con ghiaccio è una bevanda fredda a base di caffè diffusa in più parti del mondo.

## Nel mondo

### Australia
In Australia il caffè ghiacciato contiene sciroppo, crema dolce, polvere di cacao e chicchi di caffè. La storica azienda Bushells vende una Coffee and Chicory Essence da consumare fredda dalla fine del diciannovesimo secolo. Poco più tardi, negli anni dieci del secolo seguente, la Bickford's ha iniziato a vendere dei prodotti analoghi.

### Cile
Il café helado è una bevanda estiva molto popolare in Cile. Può contenere diversi ingredienti tra cui cacao in polvere, gelato, vaniglia, cannella e dulce de leche.

### Grecia
Il caffè frappé greco è una bevanda con ghiaccio, zucchero e latte. Risulta inventata negli anni cinquanta.

### Italia
Il caffè freddo salentino, anche conosciuto come "caffè in ghiaccio", si prepara abbinando in un bicchiere del caffè espresso con il ghiaccio. Sempre nel Salento esiste una variante del caffè in ghiaccio chiamata "caffè leccese"' che prevede l'utilizzo del latte di mandorla come dolcificante sostituto dello zucchero.
Di origine spagnola, il caffè con ghiaccio si affermò nel Salento già agli inizi del XVII secolo. Ispirata al café del tiempo, tipico caffè di Valencia, dove ancora ora viene servito con una fetta di arancia o limone. In Italia, con il passare degli anni, si è perso il nome valenciano e con esso la fetta di limone, che lasciò il posto al latte di mandorla, utilizzato al posto dello zucchero.

### Portogallo
In Portogallo è popolare il Mazagran, una bevanda con caffè, abbondante ghiaccio e limone.